# بودو (فیلم)
بودو (انگلیسی: Boudu) یک فیلم کمدی فرانسوی محصول ۲۰۰۵ به کارگردانی ژرار ژونیو است. این فیلم، بازسازی فیلمی از ژان رنوآر در سال ۱۹۳۲ به نام بودوی نجات‌یافته از آب است.